# 89-й гвардійський мотострілецький полк (СРСР)
89-й гвардійський мотострілецький полк (89 гв. МСП, в/ч 28197) — військове формування мотострілецьких військ Радянської армії, що існувало у 1940—1992 роках. Полк дислокувався у смт Чорноморське, Одеська область. Входив до складу 28-ї гвардійської мотострілецької дивізії. Єдиний мотострілецький полк дивізії на БТР.
У 1992 році, після розпаду СРСР, полк перейшов під юрисдикцію України. До складу Збройних сил України він увійшов як 89-й механізований полк.

## Історія

### Друга світова війна
21 стрілецький полк в складі 180 стрілецької дивізії був сформований в Естонській РСР у вересні 1940 року, яка входила в 22 національний естонський корпус.
Полк складався з солдат і офіцерів колишньої Естонської армії, вже реорганізовану на той момент в Червону армію, та дислокувався в районі міста Таллінна Естонської РСР. Там він провів весь зимовий період 1940-1941 років в посиленому навчанні.
22 червня 1941 року полк дислокувався в літніх таборах поблизу міста Петсері (Печори) Естонської РСР. Куди він виїхав для продовження підготовки в польових умовах, в обстановці близькій до військових дій. Наприкінці червня 1941 року полку в складі 180 стрілецької дивізії було наказано передислокуватись в район Порхов—Дно Ленінградської області і продовжити процес навчання. Туди полк прибув напочатку липня 1941 року.

#### Оборонні бої
21 стрілецький полк, що входив до складу 180 стрілецької дивізії, розпочав свій бойовий шлях на початку липня 1941 року на території Ленінградської області під командуванням майора Чурмаєва.
В одному з боїв поблизу станції Моріно Ленінградської області полк здійснивши обхід противника та контратаку з тилу здобув значну кількість трофеїв та захопив 126 військовополонених в тому числі й офіцерів. Проте через чисельну перевагу сил супротивника полк вимушений був залишити свої позиції та з боями відступати на схід країни.
Противник намагався оточити полк, що прикривав важливу автодорогу на ділянці Новгород—Хрестці, притиснувши його до болота розташованого поруч, щоб унеможливити будь-які спроби для опору. Але 30 липня 1941 року полк в складі дивізії молочисельним складом зумів першим на всьому Північно-Західному фронті перегородити шлях ворогу на дальніх підступах до Ленінграду й міцно закріпився на ділянці Тараканово-Дрегло-Лучки Полавського району Ленінградської області. Протягом наступних 4 місяців полк покращував систему оборони на даній ділянці й готувався до майбутніх боїв. Оборону на шляху до комунікацій противник так і не зміг прорвати.

#### Наступальні бої взимку 1942 року
Виснаживши противника, 7 січня 1942 року за наказом командування полк перейшов у наступ із задачею в складі дивізії оточити та знищити частини 290-тої піхотної дивізії противника, що знаходилась між озером Ільмень та болотом Нєвій мох. Здавши оборону попередньої ділянки підрозділам 42-го стрілецького полку, 89 полк вночі здійснив обхідний маневр і сходу атакував супротивника в районі села Юр'єво. 
3 травня 1942 року указом Президіума Верховної Ради Союзу РСР полку в складі дивізії за успішно проведені операції по розгрому 290 піхотної дивізії противника присвоєно гвардійське звання і полк перейменований в 89 гвардійський стрілецький полк.
В червні 1942 року полк згідно з наказом командування був перекинутий в район Великі Дубовиці, Васильївщина, де вів наступальні дії.

### Післявоєнний період
У 1992 році, після розпаду СРСР, полк перейшов під юрисдикцію України. До складу Збройних сил України він увійшов як 89-й механізований полк.